# Researchgate
ResearchGATE este o rețea socială gratuită pentru cercetători din orice domeniu științific. Aceasta oferă accesul la aplicații de genul web.2.0, permite căutare semantică de articole, file-sharing, precum și un server public de fișiere. Mai mult, există posibilitatea de a accesa forum-uri, discuții metodologice, grupuri sau de a crea propriul blog în cadrul rețelei etc. Din mai 2008, mai mult de 700.000 de cercetători științifici din 196 de țări s-au alăturat rețelei ResearchGate.
O caracteristică exclusivă a rețelei este motorul semantic de căutare, nu numai în resurse interne, dar și în baze de date bibliografice, cum ar fi PubMed, CiteSeer, arXiv, Biblioteca NASA etc. Specific acestui motor de căutare este calitatea de  a executa căutări în cadrul lucrărilor publicate. 
Platforma propune metode similare pentru a facilita conexiunea membrilor. Prin analizarea informațiilor oferite de utilizator în profilul acestuia, platforma va sugera grupuri, membri cu interese similare ori posibilă literatură de interes. Până în prezent au fost create mai mult de 1100 grupuri în cadrul ResearchGATE. Un grup poate fi creat oricând, fie deschis tuturor userilor, fie setat ca fiind privat, după preferința membrilor. Fiecare grup dispune de un software de cooperare, cum ar fi calendarul de întâlniri. Diferite organizații și conferințe științifice folosesc platforma în scopul colaborării și comunicării. Există posibilitatea creării de subcomunități, deschise doar pentru membrii instituției respective. 
De asemenea, platforma a organizat o bursa internațională de locuri de muncă în cercetare științifica, permițând selectarea de posturi în funcție de domeniul de activitate sau de stat.
Începând cu 2009, cercetătorii au posibilitatea de a descărca gratuit documente publicate anterior, respectând drepturile de autor. De asemenea, în noiembrie 2009 a fost lansat blog-ul oficial al comunității ResearchGATE. Acesta contribuie la facilitarea comunicării, permițând userilor publicarea de note generale, cât și scurte articole științifice.

## Competitors
- Epernicus
- Quartzy
- ScienXe.org